# Troïekourov

Troïekourov est un ancien village situé à l'ouest de Moscou, sur les rives de la rivière Setoun, et intégrée dans cette ville en 1960, au district Otchakovo-Matveïevskoïe.
Le complexe des étangs et l'église en pierre Saint-Nicolas (ru), construite en 1704, sont préservés.